# Killer Crocodile 2
Killer Crocodile 2 è un film del 1990 diretto da Giannetto De Rossi.
Il film è il sequel di Killer Crocodile (1989) di Fabrizio De Angelis.

## Trama
Un giovane ecologista e un vecchio cacciatore affrontano un coccodrillo divoratore di uomini generato dalla contaminazione nucleare, figlio di un altro rettile ucciso precedentemente dal cacciatore.